# Jagdschloss Hohengehren

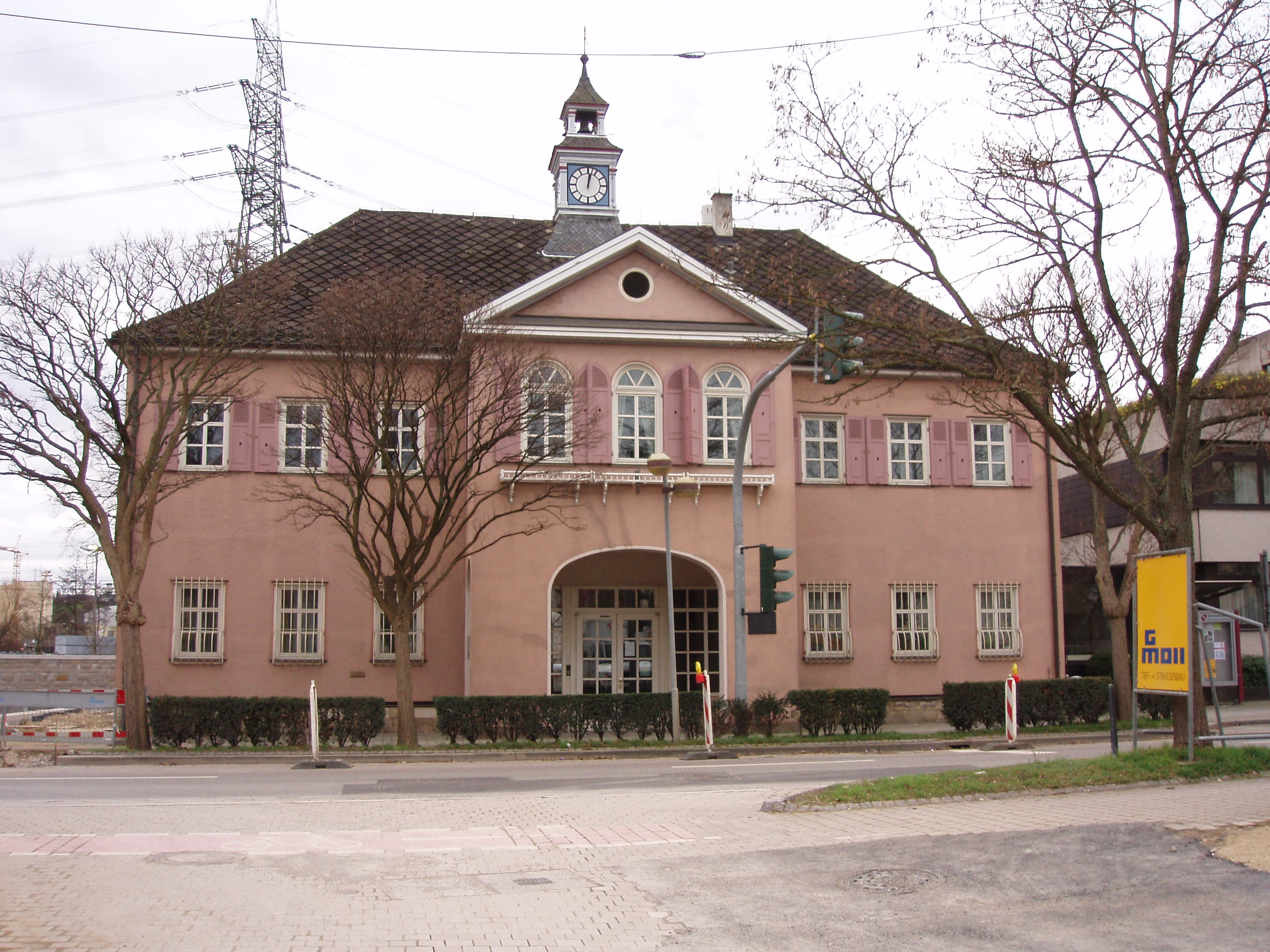
Das ehemalige Jagdschloss

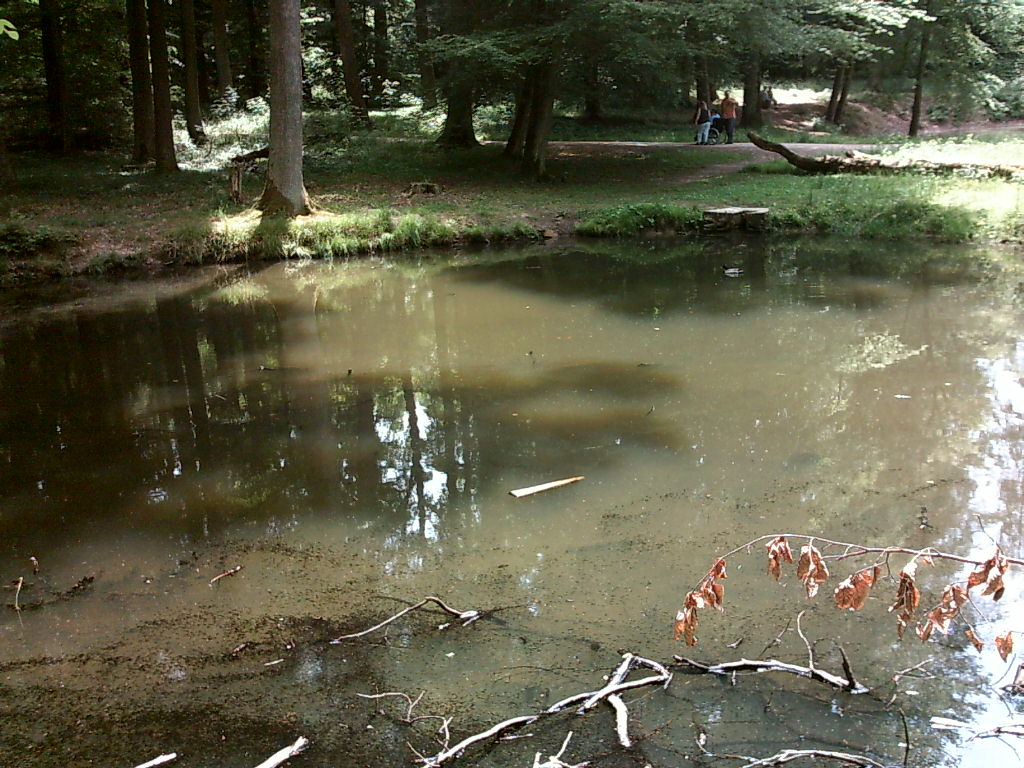
Einer der Schlösslesseen, bevölkert von Kaulquappen

Das Jagdschloss Hohengehren bildete den Mittelpunkt des einstigen Wildparks Hohengehren.
Die ersten Wildgehege im Schurwald stammten wahrscheinlich von Herzog Eberhard Ludwig von Württemberg (1677–1733). Herzog Carl Eugen und König Friedrich I. erweiterten den Wildpark, der schließlich mit einer zwei Meter hohen Mauer umgeben wurde und dessen Zugänge im Osten und Westen durch Wächterhäuser gesichert waren.
Das östliche dieser Wächterhäuser, das sogenannte Parkhaus, ist erhalten geblieben. Es liegt an der Straße zwischen Baltmannsweiler und Weinstadt-Baach unmittelbar am Waldrand (Lage) und ist als Wohnhaus in Privatbesitz.
Das Jagdschloss wurde von einem Hundezwinger im Südwesten und einem Garten im Nordosten flankiert. Auf der Rückseite des Schlosses befand sich ein Hof. In Front des Gebäudes wurden zwei Weiher angelegt, die ebenso wie der Schlösslesbrunnen westlich des alten Schlossareals noch erhalten sind. Das Schloss selbst wurde 1839, als König Wilhelm I. (1781–1864) den Wildpark auflöste, für 6049 Gulden an die Gemeinde Altbach verkauft, die das Gebäude abtragen und in Altbach wieder errichten ließ. (Lage).
Bis 2018 diente es dort als Rathaus. Danach zog die Gemeindeverwaltung in den Neubau um.